# Varlaam Calabrezul
Varlaam Calabrezul (n. 1290, Galatro, Calabria, Italia – d. 1 iunie 1348, Gerace, Calabria, Italia), cunoscut și ca Varlaam din Calabria, a fost un  călugăr italo-grec din secolul al XIV-lea, care l-a provocat pe Grigore Palamas în disputa asupra isihasmului. Varlaam nu era de acord cu practica isihastă, susținând că aceasta este o simplă tehnică automată ce nu poate duce la meditația asupra dumnezeirii.

## Teologie
Varlaam pare să fi fost mai degrabă un dialectician de profesie decât un mistic. El nu s-a opus numai misticii isihaste, ci a intrat în polemică și cu Scolastica occidentală. Astfel, între 1330 și 1334, Varlaam scrisese atât împotriva latinilor, cât și a prelaților ortodocși favorabili unirii bisericilor (majoritatea mistici și de orientare areopagitică), acordând un rol fundamental gândirii raționale grecești pentru fundamentarea teoretică a creștinismului. 
El spune că adevărata activitate a intelectului trebuie să țină cont de realizările științei laice, deoarece numai filosofia laică furnizează intelectului criterii de cunoaștere și gândire. Pe acestea se întemeiază cunoașterea dialectică. 
Scripturile, în schimb, nu trebuie să fie socotite mijloc de demonstrare a existenței sau atributelor divinității, ci numai reper sau referință. 
Varlaam opune astfel două metode de demonstrație: 
- demonstrația apodictică (certă în virtutea premiselor revelate și validă prin faptul că ține cont de regulile silogismului), respectiv
- demonstrația dialectică (validă, întrucât ține cont de regulile silogismului, dar bazată pe premise provenind din cunoașterea laică).

În acest fel, Varlaam voia să se opună catolicismului pe propriul său teren: logica, rațiunea. Mesajul lui Varlaam era acela că propozițiile teologiei catolice nu au valoare apodictică, având doar valoare „dialectică” întrucât nu constituie decât simple dezbateri pornind de la adevărurile biblice (era vorba de acele „demonstrații” bazate pe propoziții biblice, întâlnite de exemplu în lucrări ca Sic et non a lui Abélard).
Argumentarea lui Varlaam reprezenta un pericol și pentru ortodoxie, din punctul de vedere al lui Grigore Palamas. Prin aceleași argumente s-ar fi putut, la o adică, arăta că nici propozițiile ortodoxiei nu au valoare apodictică.
În momentul în care Varlaam devine polemic cu practica isihastă, Palamas se implică public și combate scrierile lui Varlaam, arătând că acesta nu înțelege isihasmul sau sursele sale de informare sunt îndoielnice.

## Știință
Varlaam a scris Logistica, în șase cărți, în limba greacă, în care a tratat numeroase probleme de aritmetică.
De aici reiese și faptul că autorul era bine familiarizat cu metoda heroniană de aproximare a rădăcinilor pătrate.

## Legăturiexterne
- Controversa isihastă sau cum a fost Aristotel învins de Sfinții Părinți[nefuncțională]
, 15 martie 2009, Petru Lazăr, Ziarul Lumina
- Dispute științifice și isihasm[nefuncțională]
, 22 mai 2010, Pr. Roger Coresciuc, Ziarul Lumina